# سياسة أرمينيا

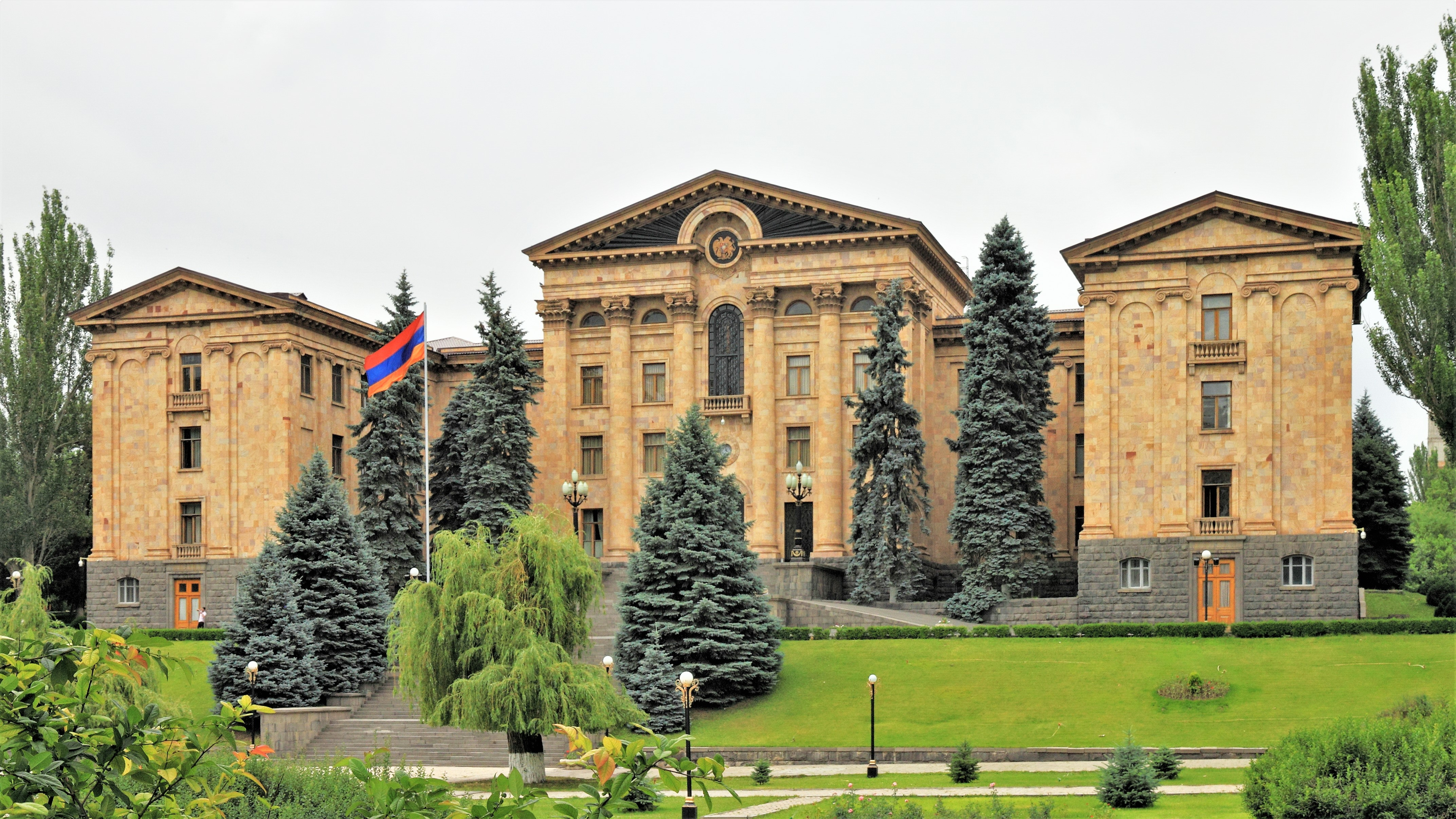
2014 يريفان، مبنى الجمعية الوطنية لجمهورية أرمينيا

سياسة أرمينيا تجري في إطار جمهورية أرمينيا الديمقراطية التمثيلية البرلمانية، حيث رئيس الجمهورية ورئيس وزراء أرمينيا رئيس الحكومة، ونظام متعدد.
السلطة التنفيذية من الرئيس والحكومة.
```
تناط السلطة التشريعية في كل من الحكومة والبرلمان.
```

## التاريخ
أصبحت أرمينيا مستقلة عن جمهورية فيدرالية الديمقراطية عبر القوقازية في 28 مايو 1918 كجمهورية أرمينيا الأولى.بعد انهيار الجمهورية الأولى في 2 ديسمبر 1920، تم استيعابها في الاتحاد السوفييتي وأصبحت جزءًا من الاتحاد السوفييتي السابق.
حل (الاتحاد السوفييتي) "TSFSR" في عام 1936 وأصبحت أرمينيا جمهورية تأسيسية للاتحاد السوفياتي المعروفة باسم "SSR" الأرمنية.
صوّت سكان أرمينيا بأغلبية من أجل الاستقلال للاستفتاء تم في سبتمبر / أيلول 1991، تلتها انتخابات رئاسية في أكتوبر / تشرين الأول 1991 حيث أعطت 83٪ من الأصوات ليفون تير بتروسيان.
تم بعدها انتخاب تير بتروسيان رئيسًا للحكومة عام 1990، عندما هزم حزب الاتحاد الديمقراطي الوطني الحزب الشيوعي الأرمني.
عندما هزم حزب الاتحاد الديمقراطي الوطنيالحزب الشيوعي الأرمني.
```
أعيد انتخاب تير بتروسيان في عام 1996. وفي أعقاب المظاهرات العامة ضد سياسات تير بيتروسيان بشأن ناغورني كاراباخ، استقال الرئيس في كانون الثاني / يناير 1998 وحل محله رئيس الوزراء روبرت كوتشاريان، الذي انتخب رئيساً في آذار / مارس 1998.
```

في أعقاب اغتيال رئيس الوزراء فازين سركسيان ورئيس البرلمان كارين ديميرشيان وستة مسؤولين آخرين، في 27 تشرين الأول / أكتوبر 1999، وقعت فترة من عدم الاستقرار السياسي أعقبتها معارضة برئاسة عناصر من حركة الحركة الوطنية الأرمنية السابقة دون جدوى إجبار كوشاريان على الاستقالة.
```
نجح كوشاريان في إخراج الاضطرابات.وفي مايو 2000 استبدل أندرانيك مارغاريان أرام سركسيان كرئيس للوزراء.
```

أعقب انتخاب كوشار ريان كرئيس في عام 2003 اتهامات واسعة النطاق بالتلاعب في صناديق الاقتراع. واستمر في اقتراح تعديلات دستورية مثيرة للجدل حول دور البرلمان.
ويهيمن على البرلمان المكون من مجلس واحد (يسمى أيضا الجمعية الوطنية) ائتلاف يسمى «الوحدة» (Miasnutyun)، بين الأحزاب الجمهورية والشعوب واتحاد الشعوب الزراعية التقنية، بمساعدة العديد من المستقلين.
(Dashnaksutyun)، الذي تم حظره من قبل (Ter-Petrosyan) في 1995-1996 لكن شرع مرة أخرى بعد استقالة Ter-Petrosyan .
```
عادة ما يدعم أيضا الحكومة. يرأس حزب جديد، هو حزب الجمهورية، رئيس الوزراء السابق آرام سركسيان، شقيق فازين سركسيان، وأصبح الصوت الرئيسي للمعارضة، التي تضم أيضًا الحزب الشيوعي الأرمني، وحزب الوحدة الوطنية في Artashes Geghamyan ، وعناصر من حكومة تير بتروسيان السابقة.
```

الهدف المعلن لحكومة أرمينيا هو بناء ديمقراطية برلمانية على النمط الغربي كأساس لشكل الحكومة. ومع ذلك، شكك المراقبون الدوليون في عدالة الانتخابات البرلمانية والرئاسية في أرمينيا والاستفتاء على الدستور منذ عام 1995، مستشهدين بأوجه القصور في استطلاعات الرأي، ونقص التعاون من جانب اللجنة الانتخابية، وسوء صيانة القوائم الانتخابية وأماكن الاقتراع. ومع ذلك، تعتبر أرمينيا، في معظمها، واحدة من أكثر الدول ديمقراطية في كومنولث الدول المستقلة.
ولاحظ المراقبون، مع ذلك، أن أحزاب المعارضة ومرشحيها تمكنوا من تنظيم حملات ذات مصداقية وتم اتباع إجراءات الاقتراع المناسبة بشكل عام. وقد مثلت الانتخابات منذ عام 1998 تحسناً من حيث النزاهة والكفاءة على الرغم من أنها لا تزال تعتبر أقل من المعايير الدولية. ووسع الدستور الجديد لعام 1995 من سلطات السلطة التنفيذية إلى حد كبير ويمنحها المزيد من النفوذ على السلطة القضائية ومسؤولي البلديات.
إن احترام حقوق الإنسان في أرمينيا غير متكافئ ويتسم بنواقص. ويزعم أن أعمال وحشية الشرطة لا يتم الإبلاغ عنها إلى حد كبير، في حين يلاحظ المراقبون أن المتهمين يتعرضون في كثير من الأحيان للضرب لانتزاع اعترافاتهم وحرمانهم من زيارة الأقارب والمحامين.
وعادة ما تتم المظاهرات العامة دون تدخل من الحكومة، على الرغم من أن مظاهرة في نوفمبر / تشرين الثاني 2000 من قبل حزب معارض أعقبتها عملية اعتقال وسجن لمدة شهر من تنظيمه.
```
الحرية الدينية ليست دائما محمية بموجب القانون القائم. تعرضت الكنائس غير التقليدية، وخاصة شهود يهوه، للمضايقات، وأحيانًا بعنف. يجب على جميع الكنائس، باستثناء الكنيسة الرسولية الأرمينية، أن تسجل نفسها لدى الحكومة، وأن يحظر القانون التبشير بها، رغم أن الحكومة اتبعت منذ العام 1997 سياسات أكثر اعتدالاً.
```

إن سياسة الحكومة تجاه الاعتراض الضميري تمر بمرحلة انتقالية، كجزء من انضمام أرمينيا إلى مجلس أوروبا. تم ترحيل معظم السكان الأذربيجانيين من أصل أذربيجاني في 1988-1989 وظلوا لاجئين، إلى حد كبير في أذربيجان. سجل أرمينيا في التمييز تجاه الأقليات القومية القليلة المتبقية جيد بشكل عام. لا تقيد الحكومة السفر الداخلي أو الدولي. رغم أن حرية الصحافة والكلام مضمونة، إلا أن الحكومة تحتكر احتكارها للبث التلفزيوني والإذاعي.

## التغيير إلى جمهورية برلمانية
في كانون الأول/ديسمبر 2015، عقد البلد استفتاء الذي وافق تحول أرمينيا شبه الرئاسي لجمهورية برلمانية.
ونتيجة لذلك، تم تجريد الرئيس كلية من كان له حق النقض وخفضت هيئة الرئاسة إلى موضع صوريا وينتخب البرلمان كل سبع سنوات.
```
وبعدها لا يُسمح للرئيس أن يكون عضواً في أي حزب سياسي ويُحظر إعادة الانتخاب. وبسبب التأثيرات الفورية، خفضت التعديلات عدد المقاعد البرلمانية من 131 إلى 101.
```

رأى المشككون أن الإصلاح الدستوري هو محاولة من الرئيس الثالث سيرج سركسيان ليظل في سيطرته من خلال توليه رئاسة الوزراء بعد تحقيق فترة رئاسته الثانية في عام 2018.

## السلطة التشريعية
حتى تم التصديق على الإصلاح الدستوري لعام 2015، تم انتخاب الرئيس مباشرة لمدة خمس سنوات في نظام من جولتين.

## وكالات مستقلة
```
الوكالات المستقلة التقليدية عن الفروع الثلاثة، لكل منها صلاحيات ومسؤوليات منفصلة:
```

- المحكمة الدستورية في أرمينيا.
- اللجنة الانتخابية المركزية لجمهورية أرمينيا.
- المدافع عن حقوق الإنسان في جمهورية أرمينيا.
- البنك المركزي لأرمينيا.
- مكتب المدعي العام.
- غرفة التحكم في جمهورية أرمينيا.

## الفساد في أرمينيا
الفساد السياسي مشكلة في المجتمع الأرمني.
```
في عام 2008، خفضت منظمة الشفافية الدولية مؤشرها لمفهوم الفساد في أرمينيا من 3.0 إلى 2.9 من 10 في عام 2007 (بدرجة أقل من الفساد المدرك)؛ وبعدها تراجعت أرمينيا من المركز 99 في عام 2007 إلى المرتبة 109 من بين 180 دولة شملها الاستطلاع (على قدم المساواة مع، الأرجنتين وبليز ومولدوفا وجزر سليمان وفانواتو).
على الرغم من التنقيحات التشريعية فيما يتعلق بالانتخابات وتمويل الأحزاب، فإن الفساد إما أن يستمر أو أنه ظهر من جديد بأشكال جديدة.
```

يعتبر برنامج الأمم المتحدة الإنمائي في أرمينيا الفساد في أرمينيا «تحديًا خطيرًا لتطوره».